# Ottusità mobile
In medicina, l'ottusità mobile si riferisce a un segno suscitato dall'esame fisico per l'ascite (fluido nella cavità peritoneale ).

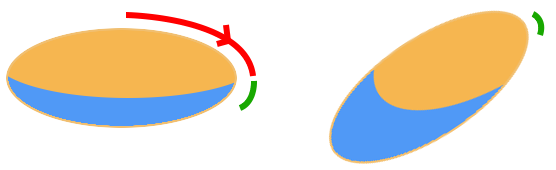
I due passaggi per valutare l'ottusità mobile La sezione verde passa dall' emettere un suono ottuso a uno timpanico alla percussione, dopo che il paziente passa dalla posizione supina a quella di decubito laterale.

Se si sospetta un'ascite di basso volume, si può tentare di evocare il segno della pozzanghera .